# Août 1779

## Événements
- France : suppression du servage sur les domaines royaux.

- 22 août : Abol Fath Khan est déposé et aveuglé par son oncle Muhammad Sadeq Khan qui se proclame chah de Perse à Chiraz[1].

## Naissances
- 1er août : Lorenz Oken (mort en 1851), naturaliste allemand.
- 8 août
  - Louis de Freycinet († 1842), géologue et géographe français, explorateur des côtes de l'Australie.
  - Benjamin Silliman (mort en 1864), chimiste et minéralogiste américain.
- 20 août : Jöns Jakob Berzelius († 1848), chimiste suédois.
- 31 août : Alexandre Du Sommerard (mort en 1842), archéologue français[2].